# هجاره (روستا)
 هجاره  به عربی ( هَجارَة  ) روستایی است در عزلهٔ (قضاء ذمار)، و در ۳۴ کیلومتری جنوب شرقی یریم، از توابع استان حضرموت در کشور یمن در شبه جزیره عربستان است. 
جمعیت آن ۶۲۰ نفر (۱۴ خانوار) می‌باشد.